# Галушка Дмитро Федорович
Дмитро Федорович Галушка (нар. 1 жовтня 1929, село Мала Токмачка, тепер Оріхівського району Запорізької області — 9 жовтня 1998, місто Запоріжжя Запорізької області) — український радянський діяч, передовик виробництва в металургійній промисловості, сталевар Запорізького металургійного заводу «Дніпроспецсталь» імені Кузьміна Запорізької області. Герой Соціалістичної Праці (22.03.1966). Депутат Верховної Ради СРСР 7—9-го скликань.

## Біографія
Народився в селянській родині. Трудову діяльність розпочав у 1944 році колгоспником колгоспу «Перемога» Оріхівського району Запорізької області.
Закінчив семирічну школу, а в 1947 році — школу фабрично-заводського учнівства № 9 при Запорізькому металургійному заводі «Дніпроспецсталь», підручний сталевара.
У 1947—1948 роках — підручний сталевара, з 1948 року — сталевар, старший сталевар, бригадир сталеварів мартенівської печі № 5 сталеплавильного цеху № 2 Запорізького металургійного заводу «Дніпроспецсталь» імені Кузьміна Запорізької області.
Освіта середня: без відриву від виробництва закінчив середню школу.
Член КПРС з 1962 року.
Потім — на пенсії в місті Запоріжжі.

## Нагороди
- Герой Соціалістичної Праці (22.03.1966)
- орден Леніна (22.03.1966)
- орден Жовтневої Революції (30.03.1971)
- орден Трудового Червоного Прапора (19.02.1974)
- медаль «За трудову доблесть» (19.07.1958)
- медаль «За трудову відзнаку» (24.02.1954)
- медалі
- заслужений металург Української РСР (1962)